# Abditibacteriia
Classe
Les Abditibacteriia sont la classe type du phylum "Abditibacteriota" du règne des Bacteria. Son nom provient de Abditibacteriales qui est son ordre type.

## Historique
La classe Abditibacteriia est proposée en 2018 pour contenir la bactérie Abditibacterium utsteinense laquelle se trouve être la première espèce bactérienne cultivée du phylum candidat FBP.

## Taxonomie
Proposée en 2018 sous la graphie erronée Abditibacteria, le nom de cette classe est corrigé en Abditibacteriia en 2022 et depuis, considérée comme publié de manière valide.

### Étymologie
L'étymologie du nom actuel de cette classe est la suivante : Ab.di.ti.bac.te.ri.i.a. N.L. neut. pl. n. Abditibacteriia, la classe des Abditibacteriales. Selon la publication originale, l'étymologie provient du nom de son ordre type Abditibacteriales : Ab.di.ti.bac.te.ri’a. N. L. fem. pl. n. Abditibacterium, genre type de l'ordre type de cette classe; -a, suffixe pour définir une classe; N. L. neut. pl. n. Abditibacteria, la classe de l'ordre Abditibacteriales.

### Liste des classes
Selon la base de nomenclature LPSN (01/08/2023), cette classe ne contient qu'un seul ordre, publié de manière valide:
- Abditibacteriales Tahon et al. 2018